# Ardrossan (Schottland)
Ardrossan (gäl. Aird Rosain) ist eine Stadt in Schottland. Die Stadt, die 2011 11.024 Einwohner aufwies, gehört zum Council Area North Ayrshire.
Die Namensbedeutung führt auf das gälische Wort Ard für Höhe und ros und an, was ein kleines Vorgebirge bedeutet.

## Lage
Ardrossan liegt am Firth of Clyde. Zusammen mit den Städten Saltcoats und Stevenston gehört sie zu den sogenannten Three Towns. Nördlich der Stadt liegt West Kilbride.

## Geschichte
Die Wurzeln Ardrossans gehen schon auf 1140 zurück. Die Bedeutung der Stadt wuchs rasch im 18. und 19. Jahrhundert, als der Firth of Clyde eine große Bedeutung für die Schifffahrt in Bezug auf die Kohlen- und Stahltransporte erlangte. Von 1842 bis Ende der 1950er Jahre wurde in Ardrossan durch die Werft Ardrossan Shipbuilding Company Schiffbau betrieben, kleinere Fischereischiffe wurden sogar bis in die 1980er Jahre gebaut. Ardrossan war eine der letzten Städte, die im Jahr 1846 eine Freistadt wurde, diesen Status aber 1974 bei der Aufteilung Schottlands in neun Regionen verlor, wo Ardrossan Strathclyde zugeordnet wurde.

## Verkehr

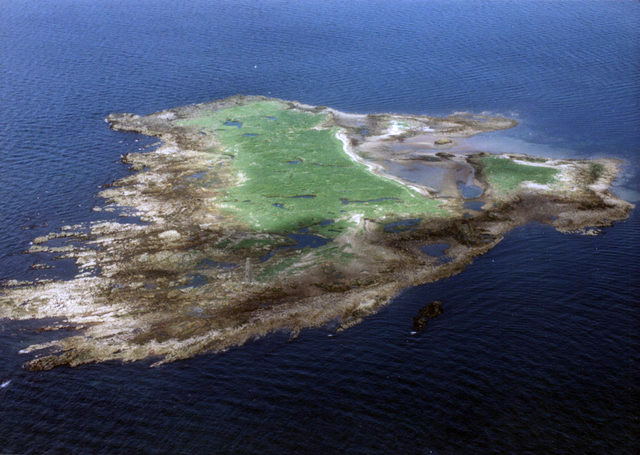
Horse Isle

Ardrossan verfügt über drei Bahnhöfe, Ardrossan South Beach, im Zentrum der Stadt Ardrossan Town und im Hafen die 1968 geschlossene und 1987 wieder geöffnete Station Ardrossan Harbour. Alle drei Stationen liegen an der von Glasgow kommenden Ayrshire Coast Line, die sich bei der Station South Beach teilt. Von dort führt ein Zweig in die Stadt und der andere Zweig weiter nach Largs.
Wichtig für den Ort ist der Hafen, aus dem die Fähre nach Brodick auf der Insel Arran abfährt und der auch einen Yachthafen beheimatet.
Horse Isle ist eine unbewohnte Insel etwa 1,0 km westlich von Ardrossan. Es ist ein Naturschutzgebiet, das von der Royal Society for the Protection of Birds (RSPB) betrieben wird.
Über die Straße ist Ardrossan an die A78 und die A737 angebunden.

## Persönlichkeiten
- John Kerr (1824–1907), Physiker, in Ardrossan geboren
- Dugald Drummond (1840–1912), Lokomotivkonstrukteur, in Ardrossan geboren

## Sonstiges
Die Stadt hat zwei diplomatische Missionen, eine von Dänemark und eine von Norwegen.